# Військова повинність у КНР
У Китайській Народній Республіці запроваджена система військового обов'язку. Законодавство передбачає військову повинність для чоловіків з 18 років; добровольці приймаються до 49 років. На практиці ж починаючи від 1949 року нікого не примушували служити у війську, оскільки Народно-визвольна армія Китаю завжди могла поповнити армію достатньою кількістю добровольців. Однак люди, у відношенні до яких доведено, що вони ухилялися від призову, несуть відповідальність у вигляді покарання, а влада КНР критикує тих юнаків, які не хочуть приєднатися до армії.

## Реєстрація на військовому обліку
Китайська система передбачає військовий облік. Процес реєстрації описано в частині 13 статті II Закону про військову службу Китайської Народної Республіки (спрощ.: 中华人民共和国兵役法). Чоловіки, які досягнуть 18-річного віку до 31 грудня даного року, повинні зареєструватися до 30 червня цього року. На практиці реєстрація не означає, що зареєстрована особа повинна приєднатися до Народно-визвольної армії.